# ريتشارد شفارتز
ريتشارد شفارتز هو منافس ألعاب قوى روسي، (و. 1890 – 1942 م).

## وصلات خارجية
- ريتشارد شفارتز على موقع أوليمبيديا (الإنجليزية)